# Švanda dudák (Weinberger)
Možná jste hledali Švanda dudák (časopis)
Švanda dudák je opera o dvou aktech (a pěti scénách). Byla napsána v roce 1926, hudbu složil Jaromír Weinberger na české libreto Miloše Kareše. Opera je založena na příběhu Švandy dudáka, který je známý z dramatu Josefa Kajetána Tyla Strakonický dudák aneb Hody divých žen.

## Historie uvádění
První představení se odehrálo v Praze 27. dubna 1927 v Národním divadle. Velmi úspěšnou premiéru v německém jazyce v překladu Maxe Broda měla opera ve Vratislavi 16. prosince 1928.
Další produkce rychle následovaly:
- Lublaň, 5. října 1929 (ve slovinském překladu)
- Riga, 6. prosince 1930 (v lotyšském překladu)
- Sofie, 6. listopadu 1931 (v bulharském překladu)
- New York, Metropolitní opera, 7. listopadu 1931 (v německém překladu)

Při premiéře v Metropolitní opeře zpívali Friedrich Schorr v roli Švandy a Maria Müller (narozená v Terezíně) v roli Dorotky.
Pro své využití témat z českých lidových pověstí opera ve své době zažívala značný úspěch a byla přeložena do 17 jazyků. Po roce 1932 se opera vytratila z repertoárů operních domů. V Německu to bylo způsobeno tím, že její skladatel Jaromír Weinberger byl židovského původu.
V poslední době byla opera kvůli svému zajímavému tématu a hudebním kvalitám znovu objevena. Byla s velkým úspěchem uvedena v Semperově opeře v Drážďanech. V první polovině roku 2018 byla hrána v Městském divadle (Stadttheater) v Gießenu v německé spolkové zemi Hesensko. Orchestrální vystoupení z této opery a záznamy polky a fugy tvoří společně koncertní dílo, které je možno často slyšet.

## Osoby a první obsazení
| Obsazení            | Hlasový sbor  | Premiéra, 27. dubna 1927 (Dirigent: Otakar Ostrčil) |
| ------------------- | ------------- | --------------------------------------------------- |
| Švanda              | baryton       | Václav Novák                                        |
| Dorotka, jeho žena  | soprán        | Nada Kejřová                                        |
| Víla                | soprán        | Ada Nordenová                                       |
| Babinský, loupežník | tenor         | Theodor Schütz                                      |
| Královna            | mezzosoprán   | Božena Kozlíková                                    |
| Černokněžník        | bas           | Josef Munclinger                                    |
| Čert                | bas           | Emil Pollert                                        |
| Sudí                | tenor         | Antonín Lebeda                                      |
| Kat                 | tenor         | Karel Hruška                                        |
| Čertův famulus      | tenor         | Josef Bole                                          |
| Pekelný hejtman     | baryton       | Otakar Häusler                                      |
| Obřadík             | baryton       | Hynek Lažanský                                      |
| Klíčník             | tenor         | Miloš Martinec                                      |
| Náčelník stráže     | bas           | Václav Rabas                                        |
| Dirigent:           | Dirigent:     | Otakar Ostrčil                                      |
| Režie:              | Režie:        | Ferdinand Pujman                                    |
| Choreografie:       | Choreografie: | Remislav Remislavský                                |
| Výprava:            | Výprava:      | Alexandr Vladimír Hrska                             |

## Stručný obsah opery
Už je tomu týden, co se Švanda s Dorotkou vzali. Loupežník Babinský se ukryje v jejich domě a okamžitě se do Dorotky zamiluje. Snaží se proto Švandu přesvědčit o jednotvárnosti manželského života a nakonec se mu podaří dudáka přemluvit, aby spolu vyrazili za dobrodružstvím. Dorazí na dvůr královny, která je v moci zlého černokněžníka. Královna uzavřela dohodu s černokněžníkem, svolila se smrtí svého snoubence - prince a výměnou dostala srdce z ledu, které nezná lidský cit, a diamantové žezlo jako symbol své moci. Švanda zahraje na své dudy a tím kouzlo prolomí. Královna pak nabídne Švandovi svou ruku. Ten královninu nabídku k sňatku přijme a políbí ji, když v tom se objeví Dorotka, což královnu rozzuří. Královna, jejíž srdce se opět promění v led, Švandu s Dorotkou uvězní a dudáka odsoudí k smrti.
Babinský zachrání Švandu tím, že vymění katovu sekyru za koště. Švanda znovu zahraje na své dudy, čímž očaruje dav, který se přišel podívat na jeho popravu, a jemu i Dorotce se podaří uprchnout. Dorotka je ale na Švandu rozzlobená a pochybuje o jeho věrnosti. Švanda jí na to odpovídá, že ať se na místě do pekla propadne, jestli kdy královnu políbil, zapomínaje, že to skutečně udělal. Okamžitě se proto do pekla propadne. Babinský nato řekne Dorotce, že ji má rád, ona si však na něm vymůže slib, že pomůže Švandovi.
V pekle chce čert po Švandovi, aby mu zahrál na dudy. Nemá co dělat, protože s ním nikdo nechce hrát karty, vždycky totiž podvádí. Švanda nejdřív odmítne, ale pak se tam objeví Babinský a vyzve čerta, aby si s ním zahrál partičku karet. Babinský podvádí víc než čert, a tak vyhraje a zachrání Švandu. V této chvíli také zazní jedna ze Švandových melodií, je jí známá fuga. Nakonec se Švanda s Dorotkou usmíří a Babinský smutně odchází hledat nová dobrodružství.

## Nahrávky
GA 1979/80 (studiová). Dirigent: Heinz Wallberg; Hermann Prey (Švanda), Lucia Poppová (Dorota), Siegfried Jerusalem (Babinský), Gwyndolyn Killebrew (královna), Alexander Malta (černokněžník), Siegmund Nimsgern (čert); Münchner Rundfunkorchester (CBS); nahrávka v němčině.
GA 2003 (živě). Dirigent: Julian Reynolds; Matjaz Robavs (Švanda), Tatiana Monogarova (Dorota), Ivan Choupenitch (Babinský), Larisa Kostjuk (královna), Alexander Teliga (černokněžník, čert); Pražský komorní sbor; Národní filharmonický orchestr Běloruska (NAXOS); nahrávka v češtině.
GA 2012 (živě). Dirigent: Constantin Trinks; Christoph Pohl (Švanda), Marjorie Owens (Dorota), Ladislav Elgr (Babinský), Tichina Vaughn (královna), Michael Eder (čert); Semperoper Drážďany (PROFIL/Haenssler); nahrávka v češtině.